# Beregszászi Pál (prédikátor)
Beregszászi Pál (17. század) református prédikátor Goroszlón.

## Életpályája
1689 körül, egy istentisztelet végeztével családjával együtt a tatárok hurcolták el. Felesége és kisebbik gyermeke más rabtartóhoz került, őt  négyéves nagyobbik fiával Nagyváradra, utána a Maros mellé, végezetül Gyulára vitték, ahol a szolgapiacon eladták. Összesen hét éven át volt török rabságban. Fogságba esését dolgozta fel Keserves sírással zokogó história, mellyet gyakorlott az Isten az Áronnak háza-népe közzül egygyel, a ki a pogányok által el-ragadtatván, és ki-vonattatván az Istennek óltára mellől lelkének gyötrelmeivel sok szenvedéseit versekbe szedte című verses művében. (Lőcse, 1696; újabb kiadásai: Lőcse, 1725; Debrecen, 1738; [Buda], 1769; [Pest], év nélkül; [hely nélkül], 1793; Vác, 1812.)
Korábban tévesen neki tulajdonították a 18-19. század fordulóján az abaúji egyházmegyében működött hasonnevű lelkipásztor által szerzett énekeket (Emeljétek fel szemeteket…, Óh hatalmas egy istenség…, Az Úr kebeléből jőnek…, Óh Isten! ki úgy igazgatod ..., Szent Isten, a Te nagy jóságod ...).

## Művei
- Keserves zokogó sirással tellyes historia, az mellyet gyakorlott Isten egyen az Aronnak háza népe közzül, az pogányok által; az melly el-ragattatván, és ki-vonattatván, az Istennek oltára mellöl lelkének gyötrelmével, gyötrelmit versekben Szedte Berekszaszi Pal, Istennek szolgája; s.n., Lőcse, 1696
- Keserves sírással zokogó historia...; Brewer Ny., Lőcse, 1725
- Keserves sírással zokogó história, mellyet gyakorlott az Isten az Aronnak háza-népe közzül egygyel, a'ki a' pogányok által el-ragadtatván, és ki-vonattatván az Istennek oltára mellől lelkének gyötrelmeivel sok szenvedésit versekbe szedte Beregszászi Pál, Istennek szolgája; s.n., s.l., 1790 kör.
- Paulus Beregszászi: Ueber die Selbstkenntniss. Eine Rede; Druck Hilpert, Erlangen, 1795
- Paulus Beregszászi: Versuch einer magyarischen Sprachlehre mit einiger Hinsicht auf die türkische und andere morgenländischen Sprachen; Druck Kunstmann, Erlangen, 1797
- Keserves sírással zokogó historia... Versekbe szedte Beregszászi Pál; Okolicsányi Ny., Debrecen, 1861